# Приче са краја ходника
„Приче са краја ходника” је југословенски ТВ филм из 1986. године. Режирао га је Миљенко Дерета а сценарио је написала Мирјана Лазић.

## Улоге
| Глумац                 | Улога                    |
| ---------------------- | ------------------------ |
| Љиљана Благојевић      | Радмила                  |
| Радмила Живковић       | Катарина                 |
| Петар Краљ             | Стева, Катаринин муж     |
| Војислав Воја Брајовић | Аца, Рамилин муж         |
| Горица Поповић         | Трудница старија         |
| Марица Вулетић         | Грозда                   |
| Татјана Бељакова       | Главна медицинска сестра |
| Предраг Ејдус          | Гинеколог                |
| Љиљана Газдић          | Пацијенткиња             |
| Мирјана Јоковић        | Млада трудница           |
| Ђорђе Јовановић        | Портир                   |
| Љиљана Јовановић       | Медицинска сестра        |
| Оливера Марковић       | Радмилина мајка          |
| Никола Милић           | Васа                     |
| Рената Улмански        | Јаснина мајка            |